# Napad na Kravicu
Dana 7. i 8. siječnja 1993. Armija BiH je iz izolirane srebreničke enklave, koja je držana pod opsadom Vojske Republike Srpske još od proljeća 1992., napala obližnje srpsko selo Kravicu, tijekom Rata u Bosni i Hercegovini. Tisuće bošnjačkih civila iz enklave pojurilo je u Kravicu kako bi pronašli namirnice da bi preživjeli tijekom zime.
Događaj ostaje kontroverzan jer ga neki srpski izvori karakteriziraju kao "masakr u Kravici" a pojedini političari ga čak navode kao "uzrok odmazde i napada Vojske Republike Srpske na Srebrenicu 1995." Također, dogodio se na pravoslavni Božić. Prema srpskim novinama "Glas javnosti", ubijeno je 49 civila. Milorad Dodik navodi da je ubijeno 78 civila. Međutim, taj broj žrtava nije mogao biti neupitno i neutralno potvrđen izvan tih krugova: Istraživačko-dokumentacijski centar navodi da je dokazano i potvrđeno 11 ubijenih civila u napadu na Kravicu, dok su 35 bili vojnici.

## Uvod
U tom razdoblju, područje oko Srebrenice je neprekidno bilo izloženo vojnim napadima, uključujući topništvom, snajperima i povremenim bombardiranjem iz borbenih zrakoplova. Pošto je vojska Republike Srpske bila oružano nadmoćna, Bošnjaci su pokrenuli gerilski način ratovanja i napadali okolna naselja nastanjena Srbima kako bi pronašli hranu i oružje. Te racije rezultirale su uništavanjem srpskih posjeda i civilnim žrtvama. Tim postupkom, zapovjednik Naser Orić uspio je proširiti srebreničku enklavu, no samo nakratko jer su bosanski Srbi ponovno zauzeli mnoga naselja do veljače 1993. Do ožujka 1993., veličina srebreničke enklave je smanjena na manje od promjera od 20 kilometara, sežući od naselja Potočari na sjeveru do Zelenog Jadra na jugu.
Kao posljedica višegodišnje ofenzive bosanskih Srba na Srebrenicu, deseci tisuća bošnjačkih izbjeglica iz okolice je bježalo u Srebrenicu kako bi pronašli utočište. Već u prosincu 1992., oko 40,000 ljudi se gužvalo u enklavi.
Vojska Republike Srpske je kontrolirala sve ceste te nije dopuštala prolaz međunarodne pomoći - poglavito hrane i lijekova - u Srebrenicu. Nedostatak hrane doveo je do gladi čiji su najgori razmjeri dosegnuti tijekom zime 1992./1993. Mnogi su bili pothranjeni i bolesni. Samo su dva humanitarna konvoja Ujedinjenih Naroda uspjela stići do enklave, u studenom i prosincu 1992. Ljudi u srebreničkoj enklavi su imali jedini izvor vode u maloj rijeci koja je bila zagađena a dobili su infekcije ušiju i buha. Pošto nisu imali električne struje, morali su se osloniti na maleni generator kraj poštanskog ureda i na svijeće.

## Sudski nalazi
U presudi protiv Nasera Orića, Međunarodni sud za ratne zločine počinjene na području bivše Jugoslavije (ICTY) je utvrdio da je u Kravici bila vojna baza iz koje su bosanski Srbi napadali Srebrenicu i okolna bošnjačka naselja. Prema presudi, bošnjački protunapad na Kravicu 7. siječnja 1993. je rezultat srpske blokade humanitarne pomoći te stalnih napada na okolna bošnjačka sela, poglavito u prosincu 1992. Presuda je utvrdila:
"U ranim jutarnjim satima 7. siječnja 1993., na pravoslavni Božić, Bošnjaci su napali Kravicu, Ježesticu i Šiljkoviće. Uvjerljivi dokazi navode da su stražari sela bili potpomognuti Vojskom Republike Srpske, a nakon bitke u ljeto 1992. dobili su i vojnu pomoć, uključujući oružje i vojnu obuku. Znatna količina oružja i municije se nalazila u Kravici i Šiljkovićima. Također, dokazi ukazuju da je u tom području izuzev stražara bila i vojna pristunost Srbije i bosanskih Srba. Sudsko vijeće ne može prihvatiti da su bili tamo samo zbog Bošnjaka. Dokazni materijali su nejasni oko broja kuća koje su uništili Bošnjaci u usporedbi s onim kućama koji su uništili bosanski Srbi. Zbog te nejasnoće, Sudsko vijeće zaključuje da uništavanje imovine u Kravici 7. i 8. siječnja 1993. ne ispunjava uvjete za hirovito uništavanje gradova ili sela koji nisu opravdani vojnom neophodnošću."
Naser Orić je isprva dobio dvije godine zatvora, no kasnije je pravomoćnom presudom oslobođen optužbe za ratne zločine i pušten na slobodu.

## Poveznice
- Rat u Bosni i Hercegovini
- Genocid u Srebrenici